# Alltagsgeschichte
In der Alltagsgeschichte geht es um die Frage, wie Menschen im Alltag lebten und ihr Leben und die Geschichte erlebten. Es geht um das sich Wiederholende in der „Lebenswelt“ (Alfred Schütz) und die subjektiven Erfahrungen und Wahrnehmungen sowie die längerfristigen Mentalitäten der Menschen.

## Entwicklung
Der deutsche bzw. deutschsprachige Zweig der Alltagsgeschichte, der sich inzwischen auch die Geschichtswissenschaft zugewandt hat, entstand um die Mitte der 1980er Jahre. Eine Quelle war die schwedische Bewegung einer Geschichte von unten in der basisdemokratischen „Grabe, wo du stehst“-Bewegung, die der Publizist Sven Lindqvist 1978 vorantrieb. Die bisherige Interpretation der Arbeitergeschichte und Arbeitswelt auch durch linksstehende Historiker war sehr abstrakt und theorielastig, teilweise auch reduziert auf die Geschichte der Arbeiterbewegung, ohne Interesse an der Kulturgeschichte der Arbeiter und ihrer Bewegung. Dazu kam die Tendenz zur Selbstorganisation, zu Bürgerinitiativen (und Basis-Bewegungen) in Geschichtswerkstätten.
Auf der Grundlage einer kritischen, „undogmatischen“ Marx-Lektüre („Die Menschen machen ihre Geschichte nicht aus freien Stücken, aber sie machen sie selbst.“) sollte der Versuch unternommen werden, das Handeln insbesondere derer zu rekonstruieren und verstehbar zu machen, deren Existenz bis dahin außer im Rahmen der sozialgeschichtlichen Strukturen (Klasse, Religion, Staat, Gesellschaft usw.) nicht als geschichtsmächtig gegolten hatte. Vorbilder waren Historiker wie die Briten Eric J. Hobsbawm und Edward P. Thompson, der Italiener Carlo Ginzburg oder der Franzose Emmanuel Le Roy Ladurie. Von der älteren Volkskunde oder Kulturgeschichte unterschied sich Alltagsgeschichte durch den fehlenden Traditionalismus und die kritische Perspektive. Diese Sichtweise sollte unter anderem die Möglichkeit eröffnen, geschichtliches Handeln aus seiner eigenen Logik zu begreifen und die Frage zu stellen, in welchem Verhältnis die Einzelnen und kleinen Kollektive zu den „Strukturen“ standen, von denen sie geprägt wurden und die sie ihrerseits prägten. Methodisch wurden dazu Verfahren der dichten Beschreibung des US-amerikanischen Ethnologen Clifford Geertz benutzt, die soziale und lokale Eigenheiten zu Tage fördert. Die Alltagsgeschichte wandte sich in der frühen Zeit insbesondere gegen die von der „Bielefelder Schule“ geprägte Sozialgeschichte „ohne Menschen“ und ihre Betonung unpersönlicher Strukturen, die das Handeln der Einzelnen fast völlig bestimmen.

### Ausprägungen
Der Geschichtswettbewerb des Bundespräsidenten bewirkte zum Thema „Nationalsozialismus im Alltag“ 1980/81 eine breite Befassung bis in die Schulen und verstärkte die öffentliche Anerkennung der Alltagsgeschichte.
Eine andere Facette war das Interesse an antiker Alltagsgeschichte, das sich z. B. seit der Eröffnung 1974 des Römisch-Germanischen Museums Köln zeigte. Das Interesse übertrug sich auf andere Epochen wie das Mittelalter und die Frühe Neuzeit. Auch entstanden Industriemuseen, die die Entwicklung der Technikgeschichte im Zusammenhang mit dem Alltag zeigten, zusätzlich kam eine Industriearchäologie auf.
Speziell zur Geschichte der DDR stellte sich ab 1990 die Frage, ob hier eine Distanz der Alltagsgeschichte zur politischen Geschichte der SED-Diktatur überhaupt einen Sinn macht. Während eine reine Diktaturgeschichte die harte Repression und eventuelle Opposition im Auge hat, befasst sich eine unpolitische Alltagsgeschichte mit Harmlosigkeiten wie dem Sandmännchen oder langlebigen Küchengeräten, die nur angenehme ostalgische Erinnerungen wecken sollen. Es gibt private Museen, deren Sammlungen allein diesem Zweck dienen. Einen Kompromiss stellen Konzepte dar, die den Alltag als stark durch die Diktatur geprägt zeigen. So ist der Trabi nicht nur ein heute im Vergleich sonderlich wirkendes Auto, sondern auch das Zeichen einer Konsumgeschichte des Mangels (Preise, Wartezeiten, Kundenwünsche). Arbeit, Freizeit und alles weitere Alltägliche waren politisch besetzt. Verschiedene Museen versuchen diesen Kompromiss zu zeigen: das DDR-Museum in Berlin, das Dokumentationszentrum Alltagskultur der DDR in Eisenhüttenstadt, das Museum in der Kulturbrauerei Berlin.

### Vorbilder und Wechselwirkungen
Weitgehend folgenlos blieb 1942/1961 in Deutschland der frühe Versuch von Wilhelm Treue (Kulturgeschichte des Alltags). In Frankreich gab besonders die Annales-Schule bereits seit den 1920er Jahren der Alltagsgeschichte Impulse mit dem Anspruch, eine histoire totale einer Gesellschaft zu schreiben. Die Anerkennung der nichtelitären Volkskultur als Forschungsinteresse führte zu neuen Wegen, z. B. der Nutzung von Inquisitions- und Ketzerverhörprotokollen zum Gewinn alltagsgeschichtlicher Details für Mittelalter und Frühe Neuzeit. Dazu gehören auch Historiker wie Paul Veyne (Antike) und Michel Rouche (Mittelalter). In Großbritannien schrieb Peter Carr 2005 über Portavo eine Alltagsgeschichte Irlands. Auch in den USA war „popular culture“ seit langem von akademischem Interesse. In Italien hat Carlo Ginzburg eine Form der Mikrohistorie betrieben, indem er den Alltag eines Müllers beschrieb.

## Interessensgebiete und Probleme
Aspekte der Alltagsgeschichte können zum Beispiel sein: Arbeit, Handwerkstechniken, Wohnen, Ernährung, Bekleidung, medizinische und hygienische Situation, Sport, Feiern, Elternhaus, Schule, Ausbildung, Erfahrungen mit der Religion, Kriegserfahrungen.
Berührungspunkte und Überschneidungen bestehen also zu Disziplinen wie Sozialgeschichte, Demographie, Genealogie, Mikrogeschichte, Kulturgeschichte, Medizingeschichte, Volkskunde (Ethnologie), Regionalgeschichte, Heimatgeschichte und historischer Geographie.
Als Quellen dienen Alltagszeugnisse, zum Beispiel Fotos oder Gemälde, Tagebücher und Briefe. Wichtig ist auch die Oralhistorie.
Kritiker – zumal solche aus dem Umkreis der Bielefelder Schule – werfen der Alltagsgeschichte Theoriefeindlichkeit, naiven Glauben an das Unmittelbare des Alltags und Übertreibung des Widerstandspotenzials der kleinen Leute gegen große historische Trends vor. Hans-Ulrich Wehler nannte die Alltagsgeschichte polemisch einen „romantisierenden Neohistorismus“.

## Einzelbelege
1. ↑  Vgl. Peter Borscheid: Plädoyer für eine Geschichte des Alltäglichen. In: Peter Borscheid, Hans-Jürgen Teuteberg (Hrsg.): Ehe, Liebe, Tod. Zum Wandel der Familie, der Geschlechts- und Generationsbeziehungen in der Neuzeit (= Studien zur Geschichte des Alltags Band 1). Münster 1983, S. 1–14.
2. ↑  DDR-Museum Tutow. Abgerufen am 28. November 2019.
3. ↑  Peter Carr: Portavo. An Irish Townland and its Peoples. White Row Press Ltd, 2005, ISBN 978-1-870132-16-9.
4. ↑  Hans-Ulrich Wehler: Geschichte – von unten gesehen. In: Die Zeit. 3. Mai 1985, ISSN 0044-2070 (zeit.de [abgerufen am 23. November 2023]).